# Emma Behrendtz
Emma Edith Margareta Behrendtz, född 27 maj 1974 i Täby, Stockholms län, är en svensk journalist, programledare, manusförfattare och informatör. Hon har tidigare varit verksam under namnet Emma Knowles.

## Biografi
Behrendtz växte upp i Täby och är dotter till regissören Thomas Samuelsson och musikredaktören vid Sveriges radio Kerstin Behrendtz. Hon läste till radiojournalist vid Kaggeholms folkhögskola och har senare efter att ha arbetat en tid läst statsvetenskap vid Stockholms universitet, strategisk information och PR vid Berghs school of communication samt läst till retorikkonsult vid Södertörns högskola.
Emma Behrendtz var manusförfattare för Douglasfilm 2001–2005 och gjorde manus till långfilmen "6 Points" och novellfilmen "Fast forward". Hon var programledare och reporter vid Sveriges Radio 2002–2004 och var manusförfattare vid Utbildningsradion där 2005. Därefter fortsatte hon på Strix Television där hon var webbredaktör 2006–2007 och skötte programmet "Efterlyst"s webbsida, var skribent vid Åkesson & Curry AB 2009–2010 samt blev redaktör och pressinformatör vid Invidzonen 2010. Sedan 2011 är hon informatör och kursledare i egen regi.
Hon var regiassistent i filmen Kocken 2005.

## Produktioner
- 1987 – En film om kärlek (skådespelare)
- 2001 – Jordgubbar med riktig mjölk (inspelningsassistent)
- 2004 – 6 Points (manus och exekutiv producent)